# Гавриленко, Николай Мефодьевич
Николай Мефодьевич Гавриленко (укр. Микола Мефодійович Гавриленко; 2 января 1937, с. Малые Гирлы Нововоронцовского района (ныне затопленное водами Каховского водохранилища) — украинский и советский политический, государственный и общественный деятель. Министр геологии Украинской ССР (1982—1987). Кандидат в члены ЦК КП Украины (1986—1990). Народный депутат Верховного Совета УССР 11-го созыва. Народный депутат Украины (1990—1994). Кандидат технических наук (1971), профессор (1976). Действительный член Академии технологических наук Украины, Академии горных наук Украины и Экологической академии наук Украины. «Почётный разведчик недр».
С 1994 года — государственный служащий Украины первого ранга.
Лауреат Премии Совета Министров СССР (1988) и Государственной премии Украины по науке и технике (1991).

## Биография
Горный инженер. В 1959 году окончил Днепропетровский горный институт. С тех пор работал в геологических экспедициях в Северном Казахстане (1959—1962), Луганской области (1962—1971). В 1971—1973 — эксперт по буровым и горным работам Иранской металлургической корпорации (Тегеран), в 1973—1975 — доцент Днепропетровского горного института.
Занимал должности генерального директора объединения «Ворошиловградгеология» (ныне Луганск, 1975—1981), Первого заместителя министра (1981), Министра геологии Украинской ССР (1982—1987), с 1987 — генеральный директор Украинского производственного объединения геолого-разведывательных работ, затем — главного координатора геолого-разведывательного управления Украины Министерства геологии СССР, заместитель министра геологии СССР (1988—1991), председатель Госкомгеологии Украины (1991—1997).
Занимается вопросами влияния поверхностно-активных веществ на физико-механические свойства горных пород, становлением на Украине экологической геологии, как новой отрасли науки, учитывая её практические аспекты.

## Избранные публикации
- Эффективность применения новых промывочных жидкостей в Донбассе. Москва, 1979;
- Особенности геоэкологических исследований в условиях техногенного воздействия. Москва, 1989 (в соавт.);
- Поверхностно-активные антифрикционные добавки при бурении скважин. К., 1990;
- Минеральные ресурсы Украины. Современные проблемы и факторы развития минерально-сырьевого комплекса Украины. К., 1992 (в соавт.)